# Moolarah Pool
Der Moolarah Pool ist ein See im Westen des australischen Bundesstaates Western Australia. 
Der See liegt im Verlauf des Murchison River südwestlich der Siedlung Milly Milly und nordöstlich der Siedlung Manfred.